# IC 5195
IC 5195 — галактика типу C (компактна галактика) у сузір'ї Ящірка.
Цей об'єкт міститься в оригінальній редакції індексного каталогу.